# خان كبه الكبير
خان كبه الكبير أو خان الباشا الكبير، أحد خانات بغداد التاريخية التي تعود الى العصر العثماني، وينسب إلى عهد والي بغداد داوود باشا.
تعرض للهدم عام 1917م عند إنشاء شارع السموأل وسط بغداد  ولم يتبقى سوى الجزء الحديث من الخان إذ أن معظمه هدم في ظروف غامضة عام 2009م.

## التسمية
يسمى الخان بخان كبه الكبير لأنه مملوك في الأصل لعائلة كبه العريقة في بغداد، ثم إشتراه والي بغداد داوود باشا وجعله وقف وليضمه إلى مدرسته ومسجد فسمي بخان الباسا الكبير لتمييزه عن خان الباشا الصغير المجاور له.
ويسمى محلياً خان النبكة لوجود شجرة سدر (نبق) في وسطه.

## معمارية المبنى
يتألف المبنى من طابقين يرتبطان بسلم في الجناح الغربي، وبني على شكل مربع مساحته 1520 متراً مربعاً، ويتكون من أربعة أجنحة وفناء داخلي مكشوف. بالإضافة الى عدد من الأواوين حيث يتقدم كل جناح إيوان صغير و بعض الحوانيت. أما السقف بمرصوف بالآجر.
ومن خلال الترابط بين الخان وسوق الصرافين وسوق الطغمة يعتقد الباحثين إنهما بنيا معاً.
كما يوجد في كل غرفة منور مربع للتهوية والإضاءة وكذلك نافذتين صغيرتين.